# A doua Perioadă Intermediară a Egiptului
A doua Perioadă Intermediară a Egiptului a fost o perioadă întunecată marcată de tulburări ce a urmat sfârșitului celei de a 12-a dinastii. Uniunea celor două regate s-a destrămat, iar conducătorii regionali au avut de înfruntat perioade de foamete. Una din teorii susține că o scădere bruscă și catastrofică a revărsărilor Nilului întinsă pe două-trei decenii, cauzată de o răcire climatică globală ce a redus cantitatea de precipitații în Egipt, Etiopia și Africa de Est, a contribuit la marea foamete și implicit la căderea Vechiului Regat. Singura persoană din acea eră care a lăsat o impresie asupra posterității este regina Nitokris care a domnit sub postura de rege. Pentru un timp țara a fost condusă de către războinici. În jurul anului 2160 î.C., o nouă linie de descendenți ai faraonilor a încercat să reunească Egiptul de Jos din capitala lor în Herakleopolis Magna. În același timp o altă ramură a descendenților faraonilor reunea Egiptul de Sus, iar confruntarea celor două era inevitabilă. Faraonii din Herakleopolis, descendenți ai faraonului Akhtoy, precum și primii patru faraoni din Theba au purtat numele de Inyotef sau Antef.